# Ténado (département)

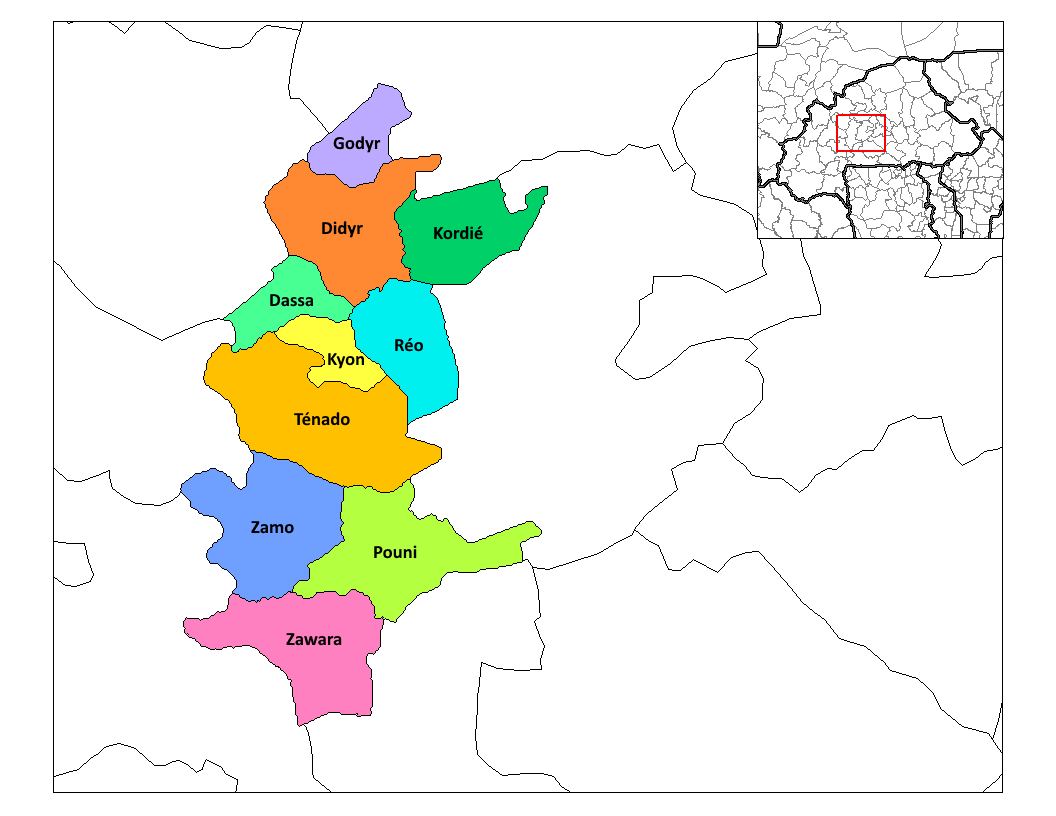
Localisation de la province de Sanguié

Ténado est un département du Burkina Faso située dans la province de Sanguié et dans la région Centre-Ouest.
En 2006, le dernier recensement comptabilise 46 203 habitants

## Villes
Le département se compose d'un chef-lieu :
- Ténado

et de 17 villages :
| - Baguiomo - Balélédo - Batondo - Bavila - Doudou | - Kaboro - Koualio - Koukouldi - Lati | - Poun - Sassia - Tialgo - Tiébo | - Tio - Tiogo - Tiogo-Mouhoun - Zindin |